# Шампиньон Бернара
Шампиньо́н Берна́ра (лат. Agaricus bernardii) — гриб из рода Шампиньон (Agaricus) семейства Шампиньоновые (Agaricaceae).
Научные синонимы:
- Psalliota bernardii Quél., 1879
- Pratella bernardii (Quél.) Quél., 1888
- Fungus bernardii (Quél.) Kuntze, 1898
- Agaricus campestris subsp. bernardii (Quél.) Konrad & Maubl., 1937

## Описание
Шляпка диаметром 7—15 см, очень мясистая, выпуклая или плоская, сухая, с завёрнутым гладким краем. Кожица белая или сероватая, может растрескиваться с образованием чешуйчатого узора.
Мякоть плотная, белая, с возрастом становится розоватой, розовеет и при надавливании. Запах неприятный.
Ножка длиной 5—10 и диаметром 2—4 см.
Пластинки свободные, частые, сначала розовые, у зрелых грибов шоколадно-коричневые.
Остатки покрывал: кольцо на ножке плёнчатое, с тонким отвёрнутым краем.
Споровый порошок шоколадно-коричневого цвета, споры 6,5×5,5 мкм, широкоэллипсовидные.

## Экологияи распространение
Встречается в местах, где происходит засоление почвы: в прибрежных морских районах или вдоль дорог, посыпаемых зимой солью, плодоносит обычно большими группами.
Широко распространён в Европе.
Сезон лето — осень.

## Сходные виды
- Шампиньон двукольцевой (Agaricus bitorquis) растёт в тех же условиях, отличается двойным кольцом, кисловатым запахом и нерастрескивающейся шляпкой.

## Пищевые качества
Гриб съедобен, но невысокого качества, нежелательно употреблять грибы, растущие в загрязнённых местах вдоль автодорог.